# Сен-Бандри
Сен-Бандри́ (фр. Saint-Bandry) — коммуна во Франции, находится в регионе Пикардия. Департамент коммуны — Эна. Входит в состав кантона Вик-сюр-Эн. Округ коммуны — Суассон.
Код INSEE коммуны — 02672.

## Население
Население коммуны на 2010 год составляло 260 человек.
| 1962 | 1968 | 1975 | 1982 | 1990 | 1999 | 2010 |
| ---- | ---- | ---- | ---- | ---- | ---- | ---- |
| 221  | 221  | 214  | 200  | 202  | 238  | 260  |

## Экономика
В 2010 году среди 159 человек трудоспособного возраста (15—64 лет) 126 были экономически активными, 33 — неактивными (показатель активности — 79,2 %, в 1999 году было 65,6 %). Из 126 активных жителей работали 108 человек (55 мужчин и 53 женщины), безработных было 18 (10 мужчин и 8 женщин). Среди 33 неактивных 18 человек были учениками или студентами, 8 — пенсионерами, 7 были неактивными по другим причинам.